# Om vingarna bär
Om vingarna bär är ett album från 2012 av den svenska pop-duon Lilla Sällskapet. Skivan släpptes 16 maj och det är bandets debutalbum.

## Låtlista
1. "Om vingarna bär" (3:32)
2. "Så enkelt" (4:50)
3. "Din gård" (3:42)
4. "Jag vill ut" (3:29)
5. "120 nätter i Berlin" (4:16)
6. "Morgonen efter" (4:03)
7. "Onsdag" (3:08)
8. "Genova" (4:06)
9. "Några andra" (4:17)
10. "När himlen faller ner" (3:59)
11. "Aldrig mer" (6:30)